# لجنة التعليم الوطني

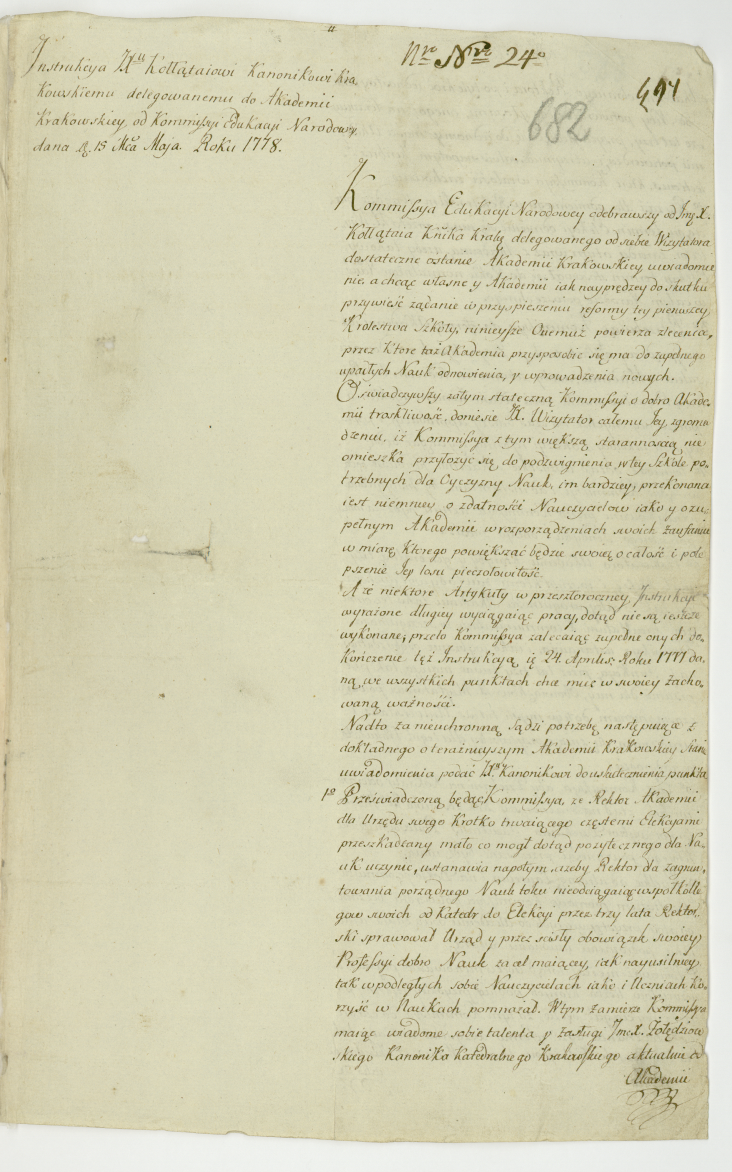
إرشادات هوجو كولانتاي: دور الفكر الإصلاحي في تطوير التعليم الوطني في بولندا

لجنة التعليم الوطني (بالبولندية: Komisja Edukacji Narodowej)(بالليتوانية: Edukacinė komisija) كانت الهيئة التعليمية المركزية في الكومنولث البولندي الليتواني، أسسها مجلس النواب والملك ستانيسلاف الثاني أغسطس في 14 أكتوبر 1773. نظرًا لسلطتها الواسعة واستقلالها، تُعتبر اللجنة أول وزارة تعليمية في التاريخ الأوروبي وإنجازًا مهمًا لحركة التنوير البولندي.